# Nacionalisme irlandès
El nacionalisme irlandès és un corrent sorgit des dels prolegòmens de la rebel·lió que va sacsejar la Irlanda el 1641, quan els nadius es van rebel·lar contra els colons procedents d'Anglaterra i d'Escòcia. El moviment polític advoca per la unió de tota l'illa d'Irlanda lliure del domini d'Anglaterra.

Bandera de Leinster

Alguns dels seus exemples més extrems són l'Exèrcit Republicà Irlandès (més conegut com a IRA) (Óglaigh na hÉireann o "exèrcit de voluntaris" en gaèlic irlandès, Irish Republican Army en anglès que des de finals del segle xix ha dut a terme atacs terroristes a Irlanda del Nord, la República d'Irlanda i Anglaterra; en especial en contra de la població protestant anglicana d'Irlanda del Nord i les autoritats civils i militars a Anglaterra.

## Arrels
Irlanda ha estat sotmesa al control anglès de forma variable des de finals del segle xii. Els nadius van tractar de resistir la conquesta a través de mitjans militars, però la seva estructura formada per petits feus independents i l'absència d'un objectiu comú, com ara la creació d'un estat independent, va facilitar l'empresa als conquistadors. El conflicte causat per la presència anglesa es va intensificar després de la reforma protestant a Anglaterra, que va introduir un element religiós en la Reconquesta Tudor del segle xvi, donat que la majoria dels irlandesos van continuar sent catòlics. Molts dels terratinents catòlics van ser desposseïts de les seves terres durant el procés de colonització i les seves propietats lliurades a una nova classe protestant terratinent procedent d'Anglaterra i Escòcia. A més, la Colonització de l'Ulster, iniciada en 1609, va significar la "plantació" d'una important colònia d'anglesos i escocesos al nord de l'illa.
El més semblant a una campanya nacionalista contra la presència anglesa va ser la rebel·lió iniciada per Hugh O'neill, comte de Tyrone i Red Hugh O'Donnell, dos dels nobles gaèlics més poderosos de l'Ulster, en la dècada dels 90 del segle xvi. Aquesta rebel·lió, coneguda com la Guerra dels nou anys o Rebel·lió de Tyrone va estar que a punt d'expulsar els anglesos i convertir Irlanda un protectorat espanyol. Tanmateix, malgrat definir-se com un moviment d'irlandesos catòlics contra anglesos protestants, les forces d'O'Neill no deixaven de ser una coalició de clans i nobles que canviaven de plans i lleialtats segons els seus interessos. Molts historiadors veuen O'Neill motivat per l'ambició personal d'assegurar la seva autoritat en l'Ulster.
Més significatius van ser els esdeveniments dels anys 1641-1653, que es van iniciar amb la rebel·lió gaèlica, quan una coalició d'irlandesos i anglesos vells, van crear un estat independent de facto que va lluitar en les guerres dels tres regnes, conegut com la Confederació D'irlandesos Catòlics. Els confederats (coneguts també com la Confederació de Kilkenny), afirmaven la independència d'Irlanda davant Anglaterra, encara que acceptaven el mateix monarca. Exigien l'autonomia per al parlament irlandès, plens drets per als catòlics i el final de la confiscació de les propietats dels terratinents catòlics. Tanmateix, la causa confederada va ser derrotada durant la Conquesta de Cromwell entre 1649 i 1653 i la vella classe catòlica terratinent va ser definitivament desposseïda dels seus privilegis.
Un moviment monàrquic similar va aparèixer durant el període de 1680-90, quan els catòlics irlandesos jacobites van recolzar Jaume II d'Anglaterra i VII d'Escòcia després de la seva deposició per la Revolució Gloriosa. Els jacobites demandaven majoria catòlica en un parlament irlandès autònom, la restitució de les terres confiscades als catòlics i el nomenament d'un Lord tinent d'Irlanda irlandès. Igual com els confederats del 1640, els jacobites eren conscients de representar la "nació irlandesa", però no eren separatistes i representaven principalment la classe propietària. Com els confederats, també van ser derrotats en la Guerra guillermita d'Irlanda entre 1689 i 1691. A partir de llavors, el govern i la propietat van quedar a les mans de la cada cop més poderosa Ascendència Protestant. Els catòlics es van veure novament apartats de les posicions de poder amb la nova legislació penal.
Aquesta coincidència d'identitats religiosa i ètnica (catòlica i gaèlica), així com la consciència d'haver estat desposseïts i derrotat pels britànics protestants acabaria per convertir-se en un dels trets fonamentals del nacionalisme irlandès.

## Primitiu nacionalisme - De Grattan a O'Connell

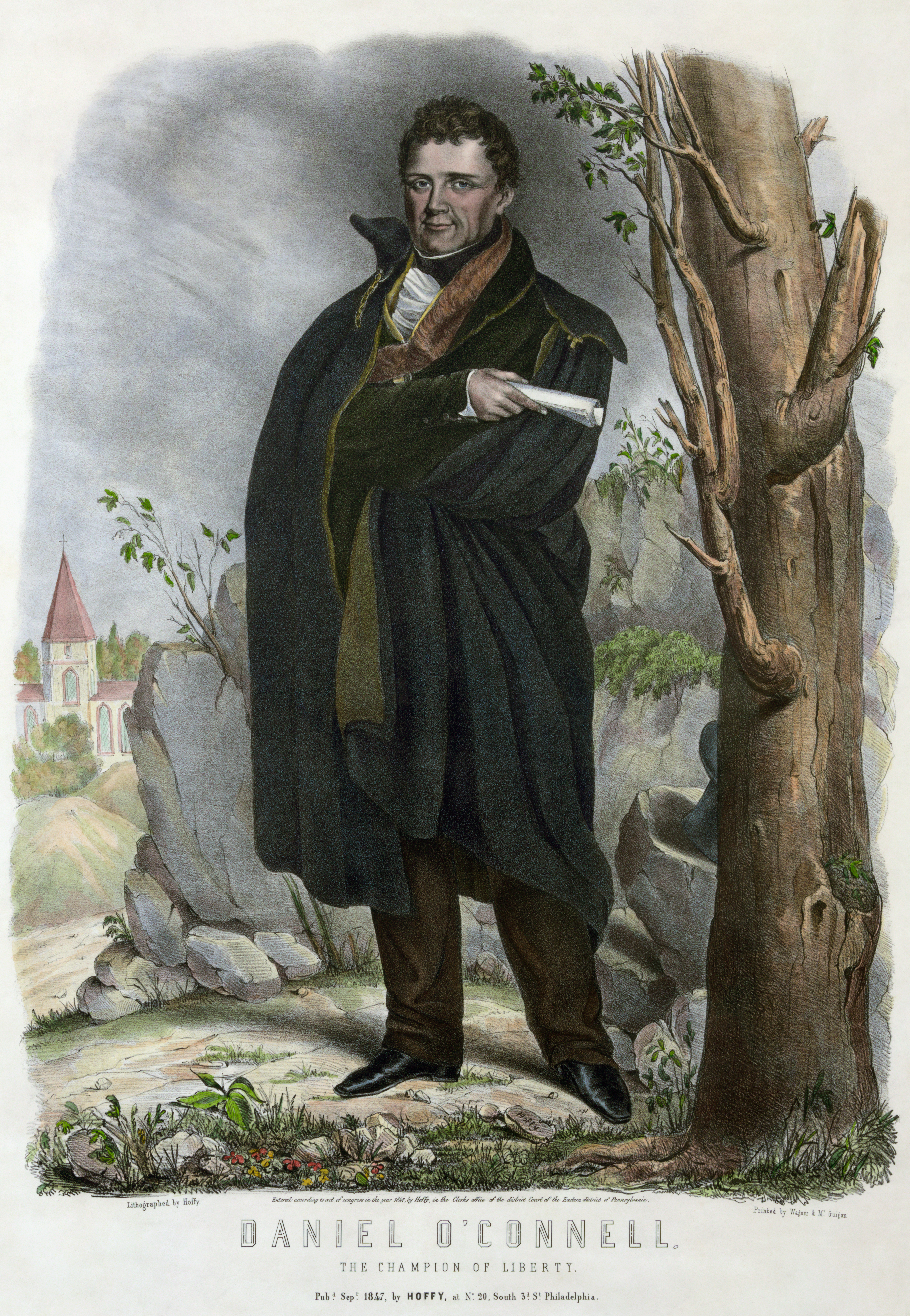
"Daniel O'Connell: The Champion of Liberty" (el campió de la llibertat) pòster publicat a Pennsilvània el 1847.

Els protestants que van dominar el parlament durant el segle xviii van demandar en repetides ocasions una major autonomia d'aquest respecte del britànic - particularment la derogació de la Llei de Poyning, que permetia que aquest últim legislés Irlanda.
Aquells parlamentaris que més obertament es van manifestar en favor d'un major grau d'autogovern eren coneguts com a "patriotes", per exemple Henry Grattan, que va aconseguir una substancial independència legislativa substancial entre 1782 i 1783. Grattan i els elements radicals del partit del "Whig irlandès" van reivindicar igualtat per als catòlics en la dècada de 1790 per a la igualtat política catòlica i la reforma del procés electoral. D'altra banda, era partidari de mantenir amb la Gran Bretanya aquells llaços mútuament beneficiosos, que explicava amb el seu comentari: 'El canal [mar irlandès] prohibeix la unió; l'oceà prohibeix la separació'.
El caràcter nacionalista del moviment de Grattan ha estat objecte de discussió, donat que molts dels seus seguidors eren descendents de la "minoria colonial". Tanmateix, altres nacionalistes reconeguts com ara Neilson, Tone o Emmet també descendien de famílies angleses arribades a l'illa amb posterioritat al 1600.
El nacionalisme irlandès modern amb aspiracions democràtiques va néixer en la dècada de 1790 quan Theobald Wolfe Tone va fundar la Societat dels Irlandesos Units, per tal d'eliminar la discriminació religiosa per fundar després una República independent. Tone i la major part dels líders dels Irlandesos Units eren protestants inspirats per Revolució francesa, que somiaven amb una societat sense divisions sectàries, que atribuïen a la dominació britànica. Van rebre importants suports de la Primera República Francesa, enemiga llavors de la Santa Seu. Els Irlandesos Units es van aixecar en armes el 1798, provocant una sèrie de desordres i enfrontaments violentament reprimits per les autoritats britàniques. Posteriorment, el Parlament Irlandès va votar la seva autodissolució i amb l'entrada en vigor de l'Acta d'unió de 1800 els parlamentaris irlandesos van passar a ocupar el seu escó en el Parlament De Westminster. (Vegeu Història d'Irlanda).
Per causa d'aquests esdeveniments, van sorgir llavors dues formes de nacionalisme irlandès. Una era un moviment radical, conegut com a Republicanisme irlandès, el qual va advocar per l'ús de la força per fundar una República secular i igualitària, representat per grups com el de la Jove Irlanda, alguns dels quals van llançar una rebel·lió el 1848.
L'altra tradició nacionalista era més moderada, partidària de l'ocupació de mitjans no-violents per obtenir concessions del govern britànic. Mentre que ambdues tradicions eren predominantment catòliques en la seva base, la jerarquia de l'església s'oposava al separatisme republicà a causa dels seus mètodes violents i a la seva ideologia secular, mentre que donava suport al nacionalisme reformista no-violent.
Daniel O'connell es va convertir en el líder d'aquest nacionalisme moderat. O'Connell, cap de l'Associació catòlica i de l'Associació per la Derogació en els anys 20, 30 i 40, va fer campanya en favor de l'emancipació catòlica - el ple dret polític per als catòlics - i després de la "derogació de la unió", això és, l'abolició de l'Acta de 1800 i la creació d'un govern autònom irlandès sota la corona. Va aconseguir que s'aprovessin lleis que emancipaven els catòlics, però no va tenir tanta sort amb l'autogovern. El moviment d'O'Connell era més explícitament catòlic que els seus predecessors del segle xviii. Va gaudir del suport del clericat catòlic, que s'havien oposat a les idees dels Irlandesos Units i va reforçar l'associació entre la identitat irlandesa i catolicisme. Els membres de la Jove Irlanda, una escissió de l'Associació, utilitzaven símbols tradicionals irlandesos com l'arpa i organitzaven les seves convocatòries en llocs com Tara o Clontarf fortament vinculats a la història irlandesa.

## Associació per la Derogació / Jove Irlanda
A finals del segle xix, el nacionalisme irlandès es va convertir en la ideologia dominant a Irlanda, la qual cosa es va reflectir en un partit parlamentari fort en el Parlament del Regne Unit a Westminster que intentava aconseguir la derogació de l'Acta d'unió de 1800. Durant aquest període es va produir el naixement del moviment fenià, els màxims exponents del qual van ser l'IRB i el Clan Na Gael, la seva organització germana radicada als Estats Units.
La Gran Fam dels anys 1845 - 1849 va deteriorar la imatge del govern britànic a Irlanda, al qual se li va retreure la seva incapacitat per a evitar la mort per inanició de més d'un milió de persones. Entretant, el Clan na Gael, liderat per John Devoy havia estat preparant un exèrcit de veterans irlandesos de la Guerra De Secessió per envair el Canadà i exigir la retirada del govern britànic d'Irlanda. Alhora, l'IRB encapçalava un altre alçament a l'illa, que va ser desbaratat ràpidament gràcies al treball dels espies britànics.

## Lliga Agrària
Les mobilitzacions nacionalistes massives van començar quan la Lliga per l'autogovern d'Isaac Butt va decidir implicar-se en qüestions socials a finals de la dècada de 1870. Michael Davitt, membre de l'IRB, va fundar en 1879 la Lliga Agrària Irlandesa per reivindicar els drets dels arrendataris. La qüestió agrària a Irlanda estava profundament connectada amb el nacionalisme, ja que el segle xix la major part de la classe propietària irlandesa era majoritàriament un grup Anglo-Irlandès Protestant, conegut com l'Ascendència, les terres de la qual havien estat arrabassades als catòlics en els segles anteriors. De fet, els discursos i els escrits de la Lliga feien sempre referència a aquestes circumstàncies.
Una altra visió suggereix que la Lliga Agrària sorgeix directament de les associacions d'arrendataris formats durant l'època d'expansió viscuda durant el govern de Lord Palmerston durant les dècades de 1850 i 1860, que aspiraven a reforçar la situació econòmica que havien assolit. Després de la depressió de 1879 i la consegüent caiguda de preus i beneficis, aquests agricultors es veien amenaçats per la pujada de les rendes i els desnonaments per impagament. A més, els petits grangers de l'oest s'enfrontaven a la possibilitat d'una altra fam durant el dur hivern de 1879. En un primer moment, la Lliga Agrària va centrar la seva campanya en les "Tres efes" - fair rent, free surt and fixity of tenure (renda justa, llibertat de venda i seguretat en l'arrendament). Posteriorment, van fer un pas més en reivindicar la redistribució de la terra dels propietaris als arrendataris, el que finalment van aconseguir en 1903.
Els militants nacionalistes de seguida van comprendre que donant suport a la reforma agrària podrien aconseguir molt de suport entre el poble irlandès; per això, l'IRB va decidir adoptar en 1879 un Nou Rumb (New Departure). El republicà Clan na Gael va veure en això una gran oportunitat per orientar l'agitació popular cap a l'autogovern d'Irlanda. Els disturbis van assolir cotes importants de violència quan els membres de la Lliga es van resistir als desnonaments forçosos realitzats per l'Exèrcit britànic i la RIC, en el que seria conegut com a Guerra Agrària.
Aquests desordres finalment van acabar amb el Govern britànic subvencionant la venda de les terres dels Terratinents als seus arrendataris a través de l'Acta agrària irlandesa dissenyada per William O'Brien. A més, va servir per proporcionar una base popular per als nacionalistes irlandesos constitucionals que havien creat la Lliga per l'autogovern en 1873. Charles Stewart Parnell (paradoxalment, un terratinent protestant) es va situar al capdavant de la Lliga Agrària i va aprofitar la popularitat assolida per llançar en 1882 la campanya de la Lliga Nacional Irlandesa per l'Autogovern.

## Nacionalisme cultural
Un tret import del nacionalisme irlandès sorgit a finals del segle xix va ser el seu compromís amb la cultura gaèlica irlandesa. A finals del segle xix va aparèixer un ampli moviment intel·lectual autodenominat Renaixement cèltic, iniciat per artistes i escriptors d'ascendència angloirlandesa preocupats per la identitat nativa i cultural d'Irlanda. Altres organitzacions per a la promoció de l'irlandès i del Renaixement gaèlic van ser la Lliga Gaèlica, posteriorment Conradh Na Gaeilge. També es va fundar en aquests anys l'Associació Atlètica Gaèlica (GAA) per a la promoció del futbol gaèlic, el hurling o la Pilota irlandesa, bandejant esports "anglesos" com el futbol, el rugbi o el criquet.
Curiosament, la majoria de nacionalistes culturals eren angloparlants natius i les seves organitzacions van tenir un impacte molt reduït en les àrees gaèlic parlants o Gaeltacht, on l'ús de la llengua gaèlica va continuar decaient. Podem trobar un cas similar al País Basc, on els seus primers defensors tampoc no eren parlants natius del basc. Tanmateix, aquestes organitzacions van aconseguir atreure molta gent, i van constituir el punt de partida per als moviments nacionalistes irlandesos de començaments del segle xx.

## Els inicis de l'Autogovern
Tot i que alguns dels principals defensors de l'autogovern com Parnell i Butt eren protestants, el partit a què pertanyien era aclaparadorament catòlic. A nivell local, els sacerdots catòlics constituïen una part crucial de l'organització. En contra de l'autogovern, els unionistes de l'Ulster eren partidaris de mantenir la unió amb el Regne Unit de la Gran Bretanya i Irlanda, amb l'eslògan Home Rule is Rome Rule (L'autogovern és el Govern de Roma).
En aquella època, els polítics i el públic britànic consideraven aquests moviments com a radicals i militants. Els seus detractors citaven sovint les paraules de Parnell en el seu discurs de Cincinnati, on afirmava estar recaptant fons per a "pa i plom" (bread and lead). El maig de 1882, Parnell va entrar en l'IRB; tanmateix, la seva decisió de romandre a Westminster després de l'expulsió de 29 parlamentaris irlandesos i la seva negativa a donar suport al pla de campanya de Davitt en 1887 l'assenyalen com un polític essencialment constitucional, encara que no oposat a l'ús de moviments militants per pressionar el parlament.
Coincidint amb aquests fets es va produir la reforma del sistema electoral del Regne Unit, la qual cosa va permetre a molts catòlics accedir al dret al vot. Això va suposar que el partit de Parnell es va convertir aviat en una peça clau en la política britànica. L'autogovern va ser recolzat per polítics com William Gladstone, però va xocar amb l'oposició tant de liberals com de conservadors en el Parlament de Westminster. L'autogovern hauria significat la reinstauració d'un Parlament Irlandès al si del Regne Unit. Els seus partidaris van aconseguir presentar tres propostes per a l'Autogovern d'Irlanda en la Cambra dels Comuns del Regne Unit, però l'aliança de Conservadors i Unionistes va evitar la seva aprovació.
Després de la caiguda en desgràcia de Parnell i la seva mort després d'un escàndol de divorci en 1891, el Partit Irlandès es va escindir en dues faccions, la qual cosa el va deixar seriosament minvat en el Parlament. Només després de l'aprovació de l'Acta de Govern Local d'Irlanda de 1898 que concedia extensos poders als Consells de comtat, creats de bell nou, i permetia als nacionalistes accedir al poder en les administracions locals gràcies a la convocatòria d'eleccions democràtiques, i a la fundació de la Lliga Unida Irlandesa per William O'Brien aquell mateix any, es va produir la reunificació del Partit Irlandès de cara a les eleccions generals de 1900.

### Transformació de la Irlanda rural
La primera dècada del segle XX va contemplar considerables avenços en l'economia i societat rural d'Irlanda, de la qual depenia el 60% del total de la població. La introducció de l'autogovern local el 1898 va formar polítics experimentats, capaços d'afrontar un govern a nivell nacional en la dècada de 1920. L'aprovació en 1903 de la Llei Wyndham gràcies a O'Brien va posar fi a l'absentisme dels terratinents i va facilitar la compra de terres per part dels petits pagesos. En 1914 el 75% dels treballadors agraris estaven adquirint les terres dels terratinents segons les Lleis Agràries de 1903 i 1909. O'Brien es va dedicar llavors a intentar aprovar les Lleis de Treballadors d'Irlanda amb l'ajuda de l'Associació Agrària i Obrera Irlandesa del D. D. Sheenan; va aconseguir convertir 40.000 treballadors agraris en propietaris de les terres que treballaven, cadascuna d'un acre. "No és una exageració qualificar-lo de revolució social, en el sentit que va ser el primer programa públic a gran escala al país, que va permetre a 250.000 persones accedir a un habitatge en propietat sota les Lleis Obreres fins a 1921, la majoria construïdes el 1916", el que va transformar el paisatge de la Irlanda rural.
La combinació de reforma agrària i autogovern local va proporcionar als nacionalistes irlandesos una base econòmica i política sobre la qual assentar les seves demandes d'autogovern.
Paral·lelament, es desenvolupava en el mateix període una nova forma de nacionalisme irlandès, molt més radical. En 1896, James Connolly fundava a Dublín l'Irish Republican Socialist Party. Aquest era un partit petit que no va tenir massa èxit en les eleccions, però la seva fusió de socialisme i republicanisme tindria un gran impacte en el pensament republicà. En 1913, durant la gran vaga general de Dublin, Connolly i James Larkin van fundar una milícia obrera coneguda com l'Exèrcit Ciutadà Irlandès per defensar als participant en la vaga de la policia. Encara que inicialment el seu propòsit era merament defensiu, Connolly acabaria per convertir aquest Exèrcit en un instrument revolucionari, destinat a crear una República Obrera Irlandesa. Després de l'esclat de la Primera Guerra Mundial, Connolly va prendre la decisió irrevocable d'alçar-se en armes fins al final.

### Crisi de l'Autogovern 1912-1914
Finalment el Partit Parlamentari Irlandès, encapçalat per John Redmond va aconseguir l'aprovació de l'Acta d'Autogovern de 1914. Tanmateix, aquesta autonomia es veuria limitada per la possible partició d'Irlanda entre nord i sud. La idea havia estat considerada ja durant la Segona Proposta d'Autogovern de 1894. El 1912, durant la votació de la Tercera Proposta, que seria la base de la llei, a la Cambra dels Comuns, els unionistes van organitzar una resistència a ultrança a la seva implementació, sota el lema d'"Ulster Covenant". En 1913 es van crear els Voluntaris de l'Ulster, l'òrgan militar de l'unionisme de l'Ulster i de l'Orde d'Orange que va proclamar que recorrerien per força contra l'autogovern. Els conservadors britànics van recolzar aquestes iniciatives i Randolph Churchill va encunyar l'eslògan "Ulster will fight and Ulster will be right" (L'Ulster lluitarà i l'Ulster tindrà raó). Per si no n'hi hagués prou, oficials britànics amb base a Currag van anunciar que no prendrien accions contra els Voluntaris.
Com a resposta, els nacionalistes van formar el seu propi grup paramilitar, els Voluntaris Irlandesos per donar suport a l'entrada en vigor de l'autogovern. Durant diversos mesos en 1914, la guerra civil entre ambdós grups semblava poc menys que imminent. Només la Lliga Tots per Irlanda advocava per fer concessions a l'Ulster per intentar evitar una participació, però Redmond va rebutjar totes les propostes. L'Acta d'Autogovern va ser aprovada i presentada al rei perquè la signés, però l'esclat de la Primera Guerra Mundial en 1914 va paralitzar el procés. Això va provocar que els grups radicals republicans afirmessin que la independència d'Irlanda mai no podria aconseguir-se per mitjans polítics.

## Primera Guerra Mundial i l'Alçament de Pasqua
Els Voluntaris Irlandesos es van dividir davant de la situació. La majoria va seguir el seu líder, John Redmond, en la decisió de donar suport al govern britànic i els Aliats, considerant que aquesta opció era l'única que permetria l'entrada en vigor de l'Acta després de la guerra. El mateix Redmond va declarar que "tornareu com un exèrcit capaç d'enfrontar-vos a l'oposició de l'Ulster a l'Autogovern". El moviment es va convertir en els Voluntaris Nacionals Irlandesos, un total de 180.000 homes que servirien en les 10a i 16a Divisions irlandeses del nou exèrcit dissenyat per Horatio Kirchener.
Una minoria, liderada per membres de l'IRB, es va negar a donar suport a la guerra i va retenir les seves armes per garantir la posada en pràctica de l'autogovern. Dins d'aquest grup, una facció va començar a planificar la insurrecció contra el govern britànic durant la guerra. James Connolly, un líder obrer que pretenia proclamar una República irlandesa socialista, es va unir a començaments de 1916 amb l'IRB, i l'abril d'aquell any, un grup format per 1000 dissidents dels Voluntaris i 250 membres de l'Exèrcit Ciutadà Irlandès de Connolly van prendre l'Oficina General de Correus de Dublín, començant al que es coneix com l'Alçament de Pasqua, i van proclamar la independència de la República Irlandesa. L'alçament va ser suprimit al cap d'una setmana i en ell van resultar mortes 500 persones, majoritàriament civils no implicats en els combats. Encara que l'alçament va fracassar, l'execució per part de les autoritats britàniques de setze dels líders de la insurrecció i l'arrest de més de 3.000 activistes polítics implicats va suscitar les simpaties del poble pels militants republicans.
Seguint el seu exemple, els partidaris de l'ús de la força van anar adquirint cada vegada més poder i durant els anys següents es convertirien en el partit més poderós d'Irlanda, el que contribuiria a la independència però a costa de dividir Irlanda.
Els nacionalistes moderats constitucionals, representats principalment pel Partit Parlamentari Irlandès van ser eclipsats pel Sinn Féin, un petit partit al qual els britànics havien culpat (erròniament) de l'Alçament. El Partit Parlamentari havia quedat desacreditat després de la suspensió de l'autogovern per la Primera Guerra Mundial; a més, l'havia perjudicat l'elevat nombre de baixes soferts pels batallons irlandesos en la batalla de Gal·lípoli (1915) i la dura resposta britànica a l'Alçament de Pasqua, que va considerar la rebel·lió com a traïció i va arribar a declarar la llei marcial.
De la mateixa manera, van fracassar diversos nous intents per implementar l'Autogovern en 1916 i 1917. John Redmond, líder del Partit Irlandès, rebutjava la partició de l'illa, però acceptava que no s'havia de realitzar coerció sobre l'Ulster. Es va programar una Convenció Irlandesa per a juliol de 1917 per part del Primer Ministre Britànic, Lloyd George, en la qual prendrien part nacionalistes i unionistes a fi i efecte de trobar una manera d'instaurar l'Autogovern. Tanmateix, el Sinn Féin es va negar a participar en la Convenció, ja que aquesta no havia de considerar la possibilitat d'una independència irlandesa absoluta. Els Unionistes, liderats per Edward Carson, insistien en la partició dels sis comtats de l'Ulster de la resta d'Irlanda, afirmant que la rebel·lió de 1916 no permetia confiar en un Parlament establert a Dublín.
En qualsevol cas, els treballs de la Convenció es van veure interromputs per l'Ofensiva de Primavera llançada pels alemanys al Front Occidental, la qual cosa va obligar la Gran Bretanya a estendre el reclutament a Irlanda, que va vincular la implantació de l'Autogovern a aquest fet. Aquesta mesura es va convertir en extremadament impopular, i tant el Partit Irlandès, liderat ara per John Dillon, com la Lliga Tots per Irlanda i el Sinn Féin s'hi van oposar. La Crisi del reclutament de 1918 va contribuir decisivament a estendre el suport al Sinn Féin entre la població. L'Armistici de Compiègne (1918) va posar fi a la Guerra el novembre, i després d'això es van convocar noves eleccions.

### Separatisme militant i independència irlandesa
En les eleccions generals de 1918, el Sinn Féin va obtenir 73 escons, 25 d'ells sense oposició, el que significava en termes relatius un 70% de la representació irlandesa. Va obtenir un total del 47,5%del vot, encara que la representació en l'Ulster va ser minoritària. En total, van obtenir 485.105 vots contra 236.393 de l'Ipp, 305.206 per als Unionistes i 15.037 per als Laboristes.
Els parlamentaris de Sinn Féin es van negar a ocupar seus seients en Westminster, establint el seu propi Parlament, el First Dáil, el gener de 1919 i proclamant la República d'Irlanda. Els nacionalistes del sud d'Irlanda, impacients davant de la lentitud en el procés d'autogovern, ignoraven la qüestió pendent de l'Ulster, argumentant que als unionistes no els quedaria cap altra opció que acceptar la independència. L'11 de setembre de 1919, els britànics van proscriure el Dáil, declarant-lo una assemblea il·legal, ja que Irlanda continuava formant part del Regne Unit.
Arthur Griffith, per exemple, era partidari de la resistència passiva davant l'ús de la força, però no va poder fer res davant la violenta guerra de guerrilles entre l'IRA i les forces de la corona entre 1919-1920. El conflicte militar es va saldar en 1919 amb uns quants assassinats, però a partir de l'estiu de 1920, les xifres van començar a incrementar-se després de l'arribada a Irlanda de dues forces paramilitars britàniques: els Black And Tans i la Divisió Auxiliar. Entre novembre de 1920 i juliol de 1921, al voltant de 1000 persones van perdre la vida (per només 400 fins aleshores).
Alhora, al nord-est de l'Ulster va esclatar una guerra sectària quan, el juliol de 1920, grups de lleialistes, ajudats ocasionalment per l'Ulster Special Constabulary, van atacar la població nacionalista catòlica en represàlia per les accions de l'IRA. Aquest conflicte que va durar fins i tot l'estiu de 1922 es va cobrar 550 vides, les 58% de les quals corresponien a civils catòlics.

### Dividint Irlanda
Mentrestant, els britànics tractaven de resoldre el conflicte prenent com a base l'autogovern i introduint una quarta llei d'Autogovern. Aquesta tendència venia imposada pel líder unionista Sir Edward Carson i l'abstenció del Sinn Féin del Parlament de Westminster. Carson va aconseguir assegurar l'autogovern per a sis comtats de l'Ulster com Irlanda del Nord, i el Primer Ministre Lloyd George va concedir igualment l'autogovern als altres vint-i-sis comtats d'Irlanda del Sud sota l'Acta de Govern d'Irlanda de 1920. Tanmateix, l'acord de govern autònom limitat ja no era acceptable per als nacionalistes irlandesos, que es consideraven el govern legítim de la República d'Irlanda, incloent tota l'illa. Després de les eleccions de maig de 1921, el parlament d'Irlanda del Nord va iniciar les seves sessions el 7 de juny
L'acta de govern preveia també la constitució d'un Consell d'Irlanda que s'encarregaria de l'establiment de fronteres, amb la perspectiva d'aconseguir la unitat de l'illa en 50 anys (1971).
Les lluites al sud van concloure l'11 de juliol de 1921 amb una treva entre l'IRA i el Govern Britànic. Després de diversos mesos de negociació, el Dáil i el govern de Lloyd George van firmar el desembre el Tractat Angloirlandès, malgrat que la violència al nord continuava. Aquest Tractat oferia a "Irlanda del Sud" una independència molt més gran que la prevista a l'autogovern, encara que seguiria vinculada a la corona britànica en el marc de la Commonwealth, amb un estatus de domini, similar al del Canadà o Austràlia. Per la seva part, es permetria a Irlanda del Nord el quedar fora d'aquest Tractat i continuar formant part del Regne Unit.
Per bé que la partició d'Irlanda seria l'aspecte que més problemes ocasionaria a posteriori, en aquell moment, la qüestió que més controvèrsia va aixecar entre els republicans irlandesos va ser la d'haver de jurar fidelitat al rei d'Anglaterra (encara que aquest no arribés a exercir poder efectiu a Irlanda); això era, per a alguns, una traïció a la causa republicana. La qüestió d'Irlanda del Nord quedava parcialment salvada per una disposició transitòria que redibuixaria les fronteres entre ambdós estats en 1925. Els republicans confiaven en una reducció del territori d'Irlanda del Nord que fes inviable la seva pervivència com a estat, la qual cosa portaria eventualment a la seva absorció per Irlanda del Sud.
Finalment, els representants de Sinn Féin van accedir a l'abolició de la República d'Irlanda de 1919 i van confirmar la partició de l'illa entre l'Estat Lliure d'Irlanda i Irlanda del Nord.
El Segon Dáil va ratificar el Tractat el 7 de gener de 1922 i en les immediates eleccions generals del 16 de juny van veure reforçada la seva posició amb 58 parlamentaris Sinn Féin pro Tractat (239.195 vots), 36 Sinn Féin Anti Tractat (132.161 vots), 17 Laboristes, 7 diputats del Partit Agrícola i 10 Independents (resta de vots 247.082). Però per a molts republicans, aquest resultat era de tot punt inacceptable. Argumentaven que l'electorat havia acceptat el Tractat únicament com a resposta a l'amenaça britànica de guerra si aquest era rebutjat. En aquell moment, la principal qüestió que dividia els nacionalistes era si el nou estat seria totalment sobirà. Els Antitractadistes afirmaven que mai no ho seria. Michael Collins, un dels negociadors del Tractat defensava que el Tractat proporcionaria a Irlanda l'oportunitat d'aconseguir una plena independència. Significativament, mentre que la majoria del gabinet del Dáil estava a favor del Tractat, el president Éamonn de Valera i els ministres Cathal Brugha i Austin Stack, van dimitir per estar en contra.
La partició d'Irlanda no va suscitar massa polèmica, per tres raons. En primer lloc, el Tractat establia la creació d'una Comissió de Fronteres que determinaria amb exactitud la frontera amb Irlanda del Nord en 1925. Els nacionalistes creien fermament que aquesta Comissió atorgaria grans parts de l'estat britànic a l'Estat Lliure d'Irlanda, la qual cosa en última instància convertiria l'existència d'Irlanda del Nord en una cosa inviable econòmicament. En segon lloc, l'IRA en bloc, dirigit per Collins, havia començat a preparar operacions militars contra l'Estat del nord a començaments de 1922. I per acabar, el govern i el parlament dels nord-irlandesos ja portava funcionant sis mesos.
Collins va tractar d'aconseguir un compromís entre les faccions pro i antitractat, proposant una Constitució en la qual no s'esmentés al rei britànic, però qualsevol modificació del Tractat va ser vetada pels Britànics, en entendre que s'havia negociat de bona fé. L'abril de 1922, l'executiva de l'IRA es va desvincular de l'autoritat del Dáil, afirmant que havien violat el seu jurament de la República Irlandesa. El juliol, pressionat pels britànics, Collins es va veure obligat a atacar un grup de dissidents de l'IRA antitractat que havien ocupat Four Courts a Dublín, iniciant-se d'aquesta manera la Guerra Civil Irlandesa. En ella s'enfrontarien l'Exèrcit de nou format Irlandès (compost per membres de l'IRA protractat i nous reclutes, incloent veterans irlandesos de la Primera Guerra Mundial) i els membres antitractat de l'IRA (la gran majoria de l'organització), encapçalats per Liam Lynch. Els Antitractadistes comptaven amb el suport d'Éamonn de Valera, antic president de la República. El govern de l'Estat Lliure d'Irlanda va aconseguir finalment derrotar els antitractadistes el maig de 1923, quan l'IRA va sol·licitar un alto el foc. La guerra civil va costar més vides que la guerra contra els anglesos i les atrocitats comeses per ambdós bàndols van omplir d'amargor la vida política irlandesa. Un altre efecte d'aquesta guerra va ser la confirmació de la partició d'Irlanda, ja que l'IRA, dividit i immers en la contesa, no va poder dur a terme les operacions planejades al Nord. Per si no n'hi hagués prou, després de l'assassinat de Michael Collins per part d'uns antitractadistes l'agost de 1922, l'agressivitat cap al nord va anar decaient gradualment.

### L'Estat Lliure
La Guerra Civil va causar una fractura permanent en el nacionalisme irlandès. En certa manera representava la continuació de la diferència secular entre catòlics conservadors i republicans radicals. La posició política del nou estat estava representada pel Cumann na ngaedheal (posteriorment rebatejat com Fine Gael). En aquests primers anys, el govern de l'Estat Lliure va estar marcat per un intens conservadorisme tant en l'àmbit social com en l'econòmic, davant el temor d'un aixecament republicà. Les decisions de govern van estar fortament marcades pel clericat catòlic. De fet, fins a èpoques relativament recents, l'Església Catòlica ha exercit una enorme influència en la política i societat irlandeses.
En 1925, la Comissió de Fronteres establerta per estudiar les fronteres entre Irlanda del Nord i l'Estat Lliure d'Irlanda va emetre el seu informe. Sorprenentment per als nacionalistes irlandesos, en lloc de cedir grans àrees del Nord a l'Estat Lliure, aquest rebria només una petita part del sud d'Armagh i Fermanagh i perdria part de Donegal oriental. Per evitar la seva publicació, els governs de l'Estat Lliure i de la Gran Bretanya van ratificar les fronteres de 1921, i a canvi es va eximir a Irlanda de pagar part del deute nacional britànic.
A conseqüència d'això, el març de 1926, el Sinn Féin va optar per abandonar el Dáil i Éamonn de Valera va renunciar al lideratge del partit, fundant el maig el Fianna Fáil amb altres membres de l'IRA anti-tractat, i tornant al Parlament en 1927. Durant la dècada de 1930 va prosseguir la violència de carrer entre els grups pro i antitractat. L'IRA es considerava l'únic hereu legítim de la República Irlandesa de 1919, i considerava l'Estat Lliure com un enemic imposat pels britànics però després de la creació del Fianna Fáil, també d'orientació republicana, el seu suport popular es va reduir. Els seus membres van llançar una campanya de bombes a Anglaterra en la dècada de 1940 i una campanya a les fronteres d'Irlanda del Nord en els anys 50. Ambdues van ser un fracàs.
Per la seva part, l'Estat Lliure va desenvolupar una política intensament nacionalista. Una de les seves manifestacions més patents va ser la introducció de l'irlandès com a llengua oficial i en l'educació. Els nacionalistes somiaven que aquest idioma es convertís en la llengua parlada del poble, però mai no van tenir èxit; molts activistes a favor de l'irlandès argumentaven que aquest idioma s'havia convertit en un mer símbol d'identitat per al govern. En teoria, després de l'aprovació de la Constitució de 1937, l'Estat irlandès es comprometia a aconseguir d'una Irlanda Unida (annexió d'Irlanda del Nord). Els articles 2 i 3 d'aquesta constitució, afirmen que el territori de l'Estat irlandès inclou tota l'illa d'Irlanda. Tanmateix, igual com amb la recuperació de l'idioma irlandès, aquest compromís amb una Irlanda Unida ha quedat limitat a la retòrica. De fet, el govern de De Valera va detenir i va executar membres de l'IRA per atacs armats contra el Nord. En 1940 es va oferir a De Valera la unificació de l'illa si decidia entrar en la Segona Guerra Mundial contra les potències de l'Eix, però va declinar l'oferiment.
En 1949, l'Estat Lliure d'Irlanda va abandonar la Commonwealth i es va proclamar la República d'Irlanda.

### Irlanda del Nord

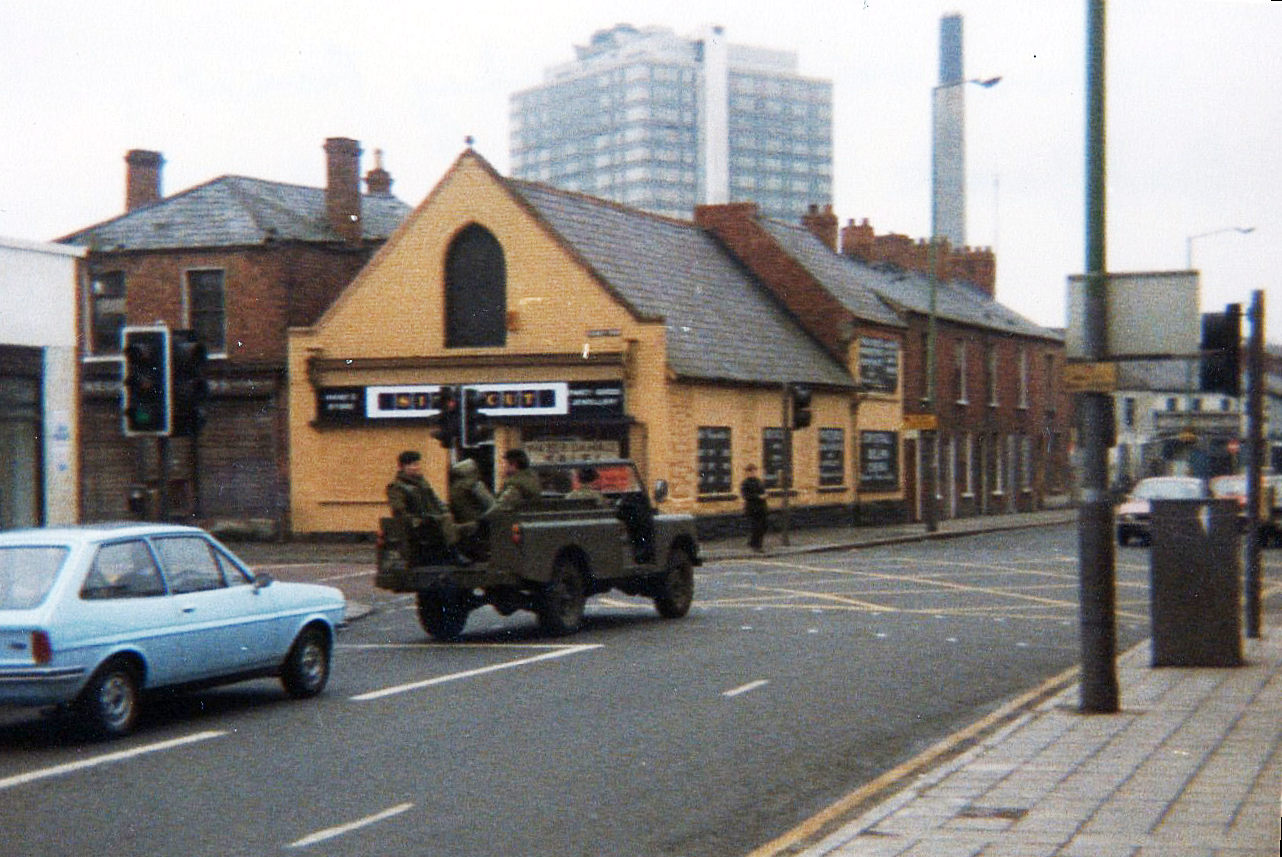
Exèrcit Britànic al sud de Belfast, 1981.

A Irlanda del Nord, la comunitat catòlica o nacionalista era una minoria dins d'un estat Protestant i unionista. Tanmateix, la majoria dels nacionalistes del nord no eren partidaris del republicanisme militant abans dels Troubles dels anys 70. En 1918 havien votat majoritàriament al Partit Nacionalista, moderat en lloc d'a l'extremista i republicà Sinn Féin, i així ho continuarien fent el mateix fins al convuls final dels anys 60. El Partit Nacionalista va començar a ser vist com un grup irrellevant després de la campanya a favor dels Drets Civils llançada per acabar amb la discriminació que sofria la minoria catòlica de l'Ulster (vegeu Nothern Ireland Civil Rights Association). Tanmateix, l'agitació promoguda per aquesta campanya va provocar la reacció immediata dels unionistes i de la Ulster Volunteer Force, que afirmaven que aquesta associació no era més que una altra manifestació de l'IRA, i va fer esclatar la violència en un conflicte de trenta anys de durada conegut com Els Disturbis (The Troubles)
L'IRA, que s'havia orientat cap al marxisme a les darreries de la dècada dels 60, es va escindir en dues branques, l'IRA Oficial i l'IRA Provisional. Els "Oficials" van abandonar la lluita armada en 1972, mentre que els "Provisionals" o "Provos" van llançar una guerra de guerrilles contra l'estat d'Irlanda del Nord per tal de crear una nova República d'Irlanda que inclogués els 32 comtats. Aquesta campanya militar duraria fins a finals dels 90.
Després d'això, els nacionalistes del nord es decantarien principalment pel Partit Socialdemòcrata i Laborista (SDLP), un partit moderat i social demòcrata. El SDLP, liderat per John Hume, defensava la coexistència pacífica amb els Unionistes a Irlanda del Nord, mentre molts altres nacionalistes donaven suport a l'IRA Provisional, al que percebien com el seu principal valedor, especialment en els primers anys del Conflicte. Però el braç polític de l'IRA, el Sinn Féin, no va obtenir bons resultats en les eleccions fins a la dècada dels 80. Durant aquells anys, la inestabilitat de la zona va provocar una recessió econòmica amb altes taxes d'inflació i desocupació.
Els candidats del Sinn Féin van començar a desplaçar l'SDLP en diverses circumscripcions nacionalistes, especialment després de les vagues de fam del 81. Durant aquestes vagues, el membre de l'IRA Bobby Sands va ser elegit en les eleccions al parlament britànic a Fermanagh/Tyrone Sur per 30.942 vots davant els 29.046 de Harry West, el candidat unionista. Després de la mort de Sands, el seu escó va ser ocupat per Owen Carron, director de campanya de Sands, que es va imposar en la votació per un marge encara més gran que l'aconseguit per Sands. Aquesta victòria va conscienciar el Sinn Féin, liderat per Gerry Adams dels avantatges de presentar-se en futures eleccions i abandonar la lluita armada. Tanmateix, caldria esperar fins al 1994 per veure l'IRA Provisional abandonar definitivament les armes. Després de l'alto el foc, el Sinn Féin s'ha convertit en el partit nacionalista més poderós d'Irlanda del Nord, millorant els seus resultats en la República d'Irlanda.
En 1998, el Sinn Féin i l'SDLP van firmar l'Acord de Belfast pel qual es va establir el repartiment del poder dins d'un govern restituït a Irlanda del Nord. El Sinn Féin diu que la seva meta a llarg termini continua sent la unificació d'Irlanda.

## L'actualitat
Els principals partits polítics representants de la tradició nacionalista moderada són Fianna Fáil, Fine Gael i el SDLP. Per la seva part, el republicanisme irlandès es troba representat per Sinn Féin.

### República d'Irlanda
El nacionalisme irlandès ha canviat dramàticament des de l'època de l'Estat Lliure, especialment després dels anys 60, quan la prosperitat va fer que les prioritats socials i econòmiques es modifiquessin, igual com les relacions amb el nord.
Les lleialtats i rivalitats de la Guerra s'han anat difuminant, però la influència de la Guerra Civil és encara patent en les diferents interpretacions de la història exposades per Fine Gael, descendent dels fundadors de l'Estat Lliure d'Irlanda i Fianna Fáil, els hereus de la facció anti-tractat. Tanmateix, ambdós grups aspiren una Irlanda unida. Els governs irlandesos han afirmat després de l'Acord Angloirlandès de 1985 que respectaran la voluntat dels habitants d'Irlanda del Nord sobre el seu futur. Tanmateix, aquest acord confirma el legítim paper del govern d'Irlanda com a "conseller" en l'Ulster.
En 1998, com a part de l'Acord De Divendres Sant, els articles 2 i 3 de la Constitució d'Irlanda que reclamaven la sobirania sobre el nord i havien creat ressentiment a les files unionistes, van ser esmenats, eliminant així qualsevol reclamació territorial explícita.
Fins al 1985, el Sinn Féin es va negar a ocupar els seus seients en el Parlament de la República, continuant la política dels seus precedessors en els anys 20 i com a mostra de rebuig a un estat irlandès que no consideraven legítim. Aquesta actitud és avui en dia mantinguda únicament pel petit Sinn Féin Republicà, encara que el mateix Sinn Féin manté una actitud ambigua cap al reconeixement de la República Irlandesa.
Els nacionalistes irlandesos no han considerat la seva integració en la Unió Europea com una amenaça per a la sobirania irlandesa. Això pot explicar-se per diverses raons; en primer lloc, Irlanda ha estat un important beneficiari dels Fons Europeus; en segon lloc, la integració ha permès a Irlanda reduir la seva dependència de Gran Bretanya, tant en l'àmbit econòmic com en el polític.
Una característica del nacionalisme a molts països europeus és l'hostilitat envers la immigració estrangera. De moment, això no s'ha produït en el nacionalisme irlandès, malgrat el gran volum d'immigrants rebut per Irlanda en els úlitms anys. Tanmateix, això no implica que no existeixi un sentiment anti-immigració. En 2004, va ser revocada una clàusula afegida a la constitució que concedia la nacionalitat irlandesa a qualsevol persona nascuda a Irlanda. La preocupació del poble irlandès era que això permetria romandre al país a qualsevol parella que tingués un fill, independentment del seu estatus legal.

### Irlanda del Nord
Irlanda del Nord continua sent part del Regne Unit de La Gran Bretanya i Irlanda del Nord, però una important minoria nacionalista preferiria formar part d'una Irlanda unida. A Irlanda Del Nord, el terme "nacionalista" s'usa indistintament per descriure tant la població catòlica com els seguidors del Partit Socialdemòcrata i Laborista. "Nacionalisme", en aquest sentit més restringit, fa referència a una tradició política partidària de la independència d'una Irlanda unida a través de mètodes no-violents. Els nacionalistes més militants, com és el cas de Sinn Féin són anomenats "republicans" i tenen una consideració diferent.
Per les raons històriques esmentades, gairebé tots els nacionalistes nord-irlandesos són catòlics. L'actitud tradicional nacionalista és considerar que Irlanda del Nord va ser creada de manera artificial en ser l'única zona del país amb majoria Protestant i Unionista. Segons aquesta visió, les últimes eleccions celebrades a tota Irlanda van tenir lloc en 1918, quan el Sinn Féin va obtenir 73 dels 105 escons en joc amb el 46,9%dels vots. Això ha estat d'alguna manera oblidat per l'Acord de Divendres Sant, recolzat pel Govern irlandès, el Sinn Féin i l'SDLP i sancionat per un referèndum celebrat simultàniament a tota Irlanda. L'Acord estipula que l'estatus d'Irlanda del Nord no podrà ser alterat sense un acord majoritari dins d'Irlanda del Nord. En teoria, els nacionalistes moderns estan disposats a "compartir el poder" amb els unionistes, amb l'objectiu a llarg termini d'una Irlanda unida amb el consens unionista.
Existeix la percepció entre els nacionalistes, i entre l'opinió informada de Gran Bretanya, que els catòlics acabaran superant en nombre als protestants en les pròximes dècades, la qual cosa originà a una majoria de població nord-irlandesa partidaria d'una Irlanda unida. L'afiliació religiosa catòlica, tanmateix, no implica directament suport a la unió amb la República, i al sud de la frotera, la posició és un xic ambivalent, ja que l'absorció d'Irlanda del Nord implicaria una càrrega financera important per als 26 comtats del sud.